# Fernando López Fernández
Fernando López Fernández (Madrid, España, 22 de junio de 1983) es un exfutbolista español. Se retiró en 2020 mientras jugaba en el Porriño Industrial Fútbol Club.

## Trayectoria
Fernando llegó al Córdoba en 2006 procedente del Linares y, tras dos años alternando los entrenamientos con el primer equipo y los partidos con el filial de Tercera División, se quedó este como tercer portero de la plantilla, sin ninguna participación oficial hasta las dos últimas jornadas de liga en las que, ya con el equipo libre de peligro en la clasificación, jugó ante el Real Zaragoza y el Murcia.

## Clubes
| Club                                | País            | Año              |
| ----------------------------------- | --------------- | ---------------- |
| Unión Deportiva Las Palmas Atlético | España          | 2004-2005        |
| CD Linares                          | España          | 2005-2006        |
| Córdoba CF B                        | España          | 2006-2007        |
| Córdoba CF                          | España          | 2008-2009        |
| FC Košice                           | República Checa | 2009-2010        |
| CD Atlético Baleares                | España          | 2010             |
| FC Košice                           | República Checa | 2010-2012        |
| Coruxo Fútbol Club                  | España          | 2012-2016        |
| Porriño Industrial F. C.            | España          | 2016-actualmente |